# Cisaranten Wetan
Cisaranten Wetan is een bestuurslaag in het regentschap Kota Bandung van de provincie West-Java, Indonesië. Cisaranten Wetan telt 5223 inwoners (volkstelling 2010).